# Instance (programmation)
Pour les articles homonymes, voir instance.
En programmation orientée objet, on appelle instance d'une classe, un objet avec un comportement et un état, tous deux définis par la classe. Il s'agit donc d'un objet constituant un exemplaire de la classe. Dans ce contexte, instance est un anglicisme, qui signifie « cas », « exemple ».
L'instanciation est l'action d'instancier, de créer un objet à partir d'un modèle. Elle est réalisée par la composition de deux opérations : l'allocation et l'initialisation. L'allocation consiste à réserver un espace mémoire au nouvel objet. L'initialisation consiste à fixer l'état du nouvel objet. Cette opération fait par exemple appel à l'un des constructeurs de la classe de l'objet à créer. La modification de ces opérations permet de réaliser la réflexion structurelle.
En programmation orientée classe, l'instanciation est la création d'un objet à partir d'une classe. En programmation orientée prototype, l'instanciation consiste à créer un nouvel objet à partir d'un objet existant (clonage).